# Salto (bourg)
Pour les articles homonymes, voir Salto.
Salto est une ville et un bourg du nord du Portugal, situé dans l'ancienne province de Tras-os-Montes, district de Vila Real, concelho de Montalegre. C'est le chef-lieu de la freguesia ou paroisse du même nom.

## Fêtes populaires

### La fête da Senhora do Pranto
Le curé de la paroisse de Santa Maria de Salto en 1758, le recteur António Alves de Sousa, fournit sa version pour l'origine du nom de salto : "Cedit lieu est ainsi appelé pour la tradition d'une image avec le titre Senhora do Pranto, saint patron de cette paroisse appelée "Dame de Salto" par Le chêne s'est séché et l'étang essuyé de sorte qu'à l'époque du style et d'une partie de l'automne, il rende l'agréable et le circonspect de ce lieu de saut"
Face au phénomène miraculeux répété et persistant, du mystérieux changement d'image de Senhora, du lieu d'Oliveira à l'endroit où l'ancienne église serait construite il y a plus de mille ans, les pieux pensaient que si la Dame faisait le "saut" à cet endroit, c'était parce qu'ils voulaient y construire un espace de culte et il a donc été décidé de construire une chapelle pour accueillir la Dame, donnant naissance au nouveau village qui l'entourait, qui a reçu le nom de Notre-Dame de Salto ou de Santa Maria de Salto, en l'honneur du "saut de la Dame" de Terras de Oliveira à ce nouvel endroit.
Il est pacifiquement admis que l'étymologie de Salto fait référence à la désignation latine comme saltum avec le sens "chemin entre les bois".
A Senhora do Pranto est célébrée le 15 août, jour où la "Dame" part dans une longue procession fleurie. Le 13 août, il y a une autre procession vers Notre-Dame de Fatima.
Se référant à 3 jours de grande euphorie à Salto.

### La fête de São Sebastião
Le 20 janvier, en plein hiver, la fête de São Sebastião a lieu, à un moment considéré comme ne coïncidant pas avec la saison des fêtes.
Le saint est venu en procession d'un seul andor pour présider à la bénédiction du pain et du vin qui était donc différente du pain normal. Il y avait de la mezinha, elle pouvait être stockée d'une année à l'autre qui ne prenait pas de moisissure.
L'idiot communautaire de São Sebastião reconnaît les grâces accordées, par l'éloignement des chevaliers de l'Apocalypse, et les chapelles de São Sebastião sont situées à l'entrée des peuples d'où soufflent les mauvais vents ou d'où viennent les ravageurs aux cultures. Nous savons que l'origine de cette foi est souvent laïque, attribuée par Leite Vasconcelos à une grande peste qui a dévasté le pays en 1505.
La peur de la faim, de la peste et de la guerre dont le saint est un avocat a toujours été une épée de Damoclès sur la tête du peuple, d'où la dévotion à ce serviteur de Dieu.
À Salto, dans la "roue" de la distribution gratuite, des " majordomes" bénis, une portion de pain et un verre de vin sont offerts. Ceux qui assistent au rituel ramènent à la maison un " majordome" de plus pour chaque enfant, et souvent un autre pour chaque genre d'animaux. Ce pain ou carolo se voit attribuer un pouvoir curatif, ne gagnant pas de moisissure tout au long de l'année.

### Temps de carême
Le Carême qui a suivi cette longue période festive qui couvre décembre, janvier et février, impose le silence et le jeûne, avec une interdiction de sonner des cloches, des fêtes, des jeux ou des spectacles. C'est une période sacrée, centrée sur les sermons et les prières, dont les 40 jours ont culminé avec la Semaine Sainte, et en particulier le vendredi et le dimanche de Pâques - le premier dimanche après la première pleine lune du printemps.
Le sixième dimanche, qui commence la Semaine Sainte, s'appelle "Dimanche des palmiers".
Les deux grandes périodes opposées de l'hiver et de l'été sont marquées par l'abattage du porc, qui se présente comme une inauguration rituelle et psychologique du calendrier, une sorte d'anticipation du carnaval. Le porc est le garde-manger de l'année, ce qui permet une grande variété de préparations.

## Démographie
La freguesia (paroisse) a une population de 1 429 habitants en 2011 et une densité de population de 18,3 habitants/km2.
| Nombre d’habitants | Nombre d’habitants | Nombre d’habitants | Nombre d’habitants | Nombre d’habitants | Nombre d’habitants | Nombre d’habitants | Nombre d’habitants | Nombre d’habitants | Nombre d’habitants | Nombre d’habitants | Nombre d’habitants | Nombre d’habitants | Nombre d’habitants | Nombre d’habitants |
| ------------------ | ------------------ | ------------------ | ------------------ | ------------------ | ------------------ | ------------------ | ------------------ | ------------------ | ------------------ | ------------------ | ------------------ | ------------------ | ------------------ | ------------------ |
| 1864               | 1878               | 1890               | 1900               | 1911               | 1920               | 1930               | 1940               | 1950               | 1960               | 1970               | 1981               | 1991               | 2001               | 2011               |
| 1 559              | 1 562              | 1 508              | 1 513              | 2 300              | 1 937              | 1 958              | 2 990              | 4 202              | 3 434              | 3 258              | 3 052              | 2 375              | 1 867              | 1 429              |

(Remarque : Nombre d'habitants "résidents", c'est-à-dire qui avaient leur résidence officielle dans cette municipalité au moment des recensements.)

## Économie
- Agriculture
- Plusieurs commerces et restaurants

## Lieux d’intérêts culturels
- 2 églises : Igreja velha de Salto (la veille église de Salto), principale église du bourg / Igreja nova de Salto (l’église neuve de Salto)
- 2 musées : Ecomuseu de Barroso - Casa do Capitão / Centro Interpretativo das Minas da Borralha
- Salto antigo (Ancien Salto) est un quartier de la ville de Salto, c’était la ville de Salto au XIXe siècle.

## Subdivisions de la freguesia
1 ville 
- Salto

19 villages
- Amial
- Amiar
- Beçós
- Bessada
- Borralha
- Bagulhão
- Caniço
- Carvalho
- Cerdeira
- Corva
- Lodeiro de Arque
- Linharelhos
- Paredes
- Pereira
- Pomar da Rainha
- Póvoa
- Reboreda
- Seara
- Tabuadela